# Rebellion Developments
Rebellion Developments是英國的一個電子遊戲開發商，總部位於英格蘭的牛津。

## 著名作品
- 狙擊之神
- 使命召喚系列
- 灣岸：街頭賽車（英语：Midnight Club: Street Racing）